# Massacro di Menai
Massacro di Menai è un nome dato da Richard Williams Morgan (1815-1889) alla relazione di Tacito riguardo al massacro di druidi sull'isola di Anglesey sotto il comando di Gaio Svetonio Paolino durante la conquista romana della Britannia tra il 60 e il 61 d.C.. Secondo Morgan questa carneficina provocò una guerra di religione nel Paese, dalla quale il druidismo non si riprese mai.
Il termine "Menai" fa riferimento allo stretto di Menai che separa l'isola dalla terraferma.
Questo fu un evento chiave che portò alla rivolta di Budicca poiché Paolino attaccando l'isola lasciò il resto del Paese aperto agli attacchi.
Tacito è l'unica fonte riguardo a questo attacco e non si conoscono fatti oltre a quelli contenuti negli Annali (14.30) e nella relazione successiva riguardo alla rivolta di Budicca nella Storia romana di Cassio Dione (62. 1-11). Questo è quanto riportato da Tacito:
(Tacito, Annales - (14.30))